# Стоянович, Петар (футболист)
Пе́тар Стоя́нович (словен. Petar Stojanović; род. 7 октября 1995, Любляна) — словенский футболист, защитник клуба «Эмполи», выступающий на правах аренды за «Салернитану», и сборной Словении. Участник чемпионата Европы 2024.

## Клубная карьера
Воспитанник футбольной школы клуба «Марибор». Взрослую футбольную карьеру начал в 2011 году в основной команде того же клуба. В возрасте 16 лет и 5 месяцев Петар установил новый клубный рекорд как самый молодой игрок, появившийся на поле в высшем дивизионе, превзойдя предыдущий рекорд Луки Крайнца на 2 месяца и 23 дня.
Однако стать основным игроком Стоянович не сумел, за что был отдан в аренду в нижнелиговый клуб «Вержей», по возвращении из которого стал основным игроком мариборцев, выиграв с ними ряд национальных трофеев.
5 января 2016 года подписал пятилетний контракт за 2 миллиона € с загребским «Динамо».
20 июля 2021 года был отдан в аренду в итальянский клуб «Эмполи» с опцией права выкупа. 17 июня 2022 «синие» приобрели Стояновича на постоянную основу.
30 августа 2024 года Стоянович был отдан на сезон в аренду в клуб «Салернитана».

## Карьера в сборной
В 2011 году дебютировал в составе юношеской сборной Словении, вместе с которой участвовал в юношеском Евро-2012, на котором даже забил гол в ворота сверстников из Бельгии, однако его сборная заняла последнее место в группе.
С 2014 года привлекался в состав молодежной сборной Словении. На молодежном уровне сыграл в 3 официальных матчах, забил 1 гол.
18 ноября 2014 в возрасте 19 лет дебютировал в официальных матчах в составе национальной сборной Словении и стал самым молодым дебютантом в сборной, превзойдя предыдущий рекорд, установленный Рене Михеличем семью годами ранее.

### Голы за сборную
| № | Дата            | Место                        | Соперник | Score | Result | Competition               |
| - | --------------- | ---------------------------- | -------- | ----- | ------ | ------------------------- |
| 1 | 1 сентября 2021 | Стожице, Любляна, Slovenia   | Словакия | 1–1   | 1–1    | Квалификация на ЧМ 2022   |
| 2 | 5 июня 2022     | Райко Митич, Белград, Сербия | Сербия   | 1–1   | 1–4    | Лига наций УЕФА 2022/2023 |

## Достижения

### «Марибор»
- Чемпион Словении: 2011/12, 2012/13, 2013/14, 2014/15
- Обладатель Кубка Словении: 2011/12, 2012/13
- Обладатель Суперкубка Словении: 2012, 2013, 2014

### «Динамо» (Загреб)
- Чемпион Хорватии: 2015/16, 2017/18, 2018/19, 2019/20, 2020/21
- Обладатель Кубка Хорватии: 2015/16, 2016/17, 2017/18, 2020/21
- Обладатель Суперкубка Хорватии: 2019